# Postamt Bethel
Das Postamt Bethel ist ein ehemaliges Postdienst-Gebäude am Königsweg 14 in Bethel im Stadtbezirk Gadderbaum der nordrhein-westfälischen Stadt Bielefeld. Es steht unter Denkmalschutz.

## Geschichte
Die von Bodelschwinghsche Stiftungen Bethel sind 1867 als Einrichtungen zur Betreuung von hilfs- und pflegebedürftigen Menschen und von Menschen mit geistigen und körperlichen Beeinträchtigungen gegründet worden. An ihrem Stammsitz im heutigen Bielefelder Stadtbezirk Gadderbaum am Südhang des Sparrenbergs im Teutoburger Wald sind im Laufe der Zeit zahlreiche Gebäude entstanden, die einen eigenen Stadtteil bilden, darunter das ehemalige Postamt, heute Botenmeisterei.
Das Gebäude des Postamtes wurde um die Jahrhundertwende 19. auf 20. erbaut. Seine architektonische Erscheinung ist ein gelungenes Beispiel für den wilhelminischen–historischen Nutzgebäudebau jener Tage. Postämter dieser Bauart entstanden in allen kleinen, mittleren und größeren Städten.
Heute stehen viele Gebäude der Post leer und stehen zum Verkauf. Hier nicht, das alte Postamt ist nun Sitz der Botenmeisterei, einer Bethel-internen Post mit zahlreichen Arbeitsplätzen für kranke und behinderte Menschen. In diesem Haus ist auch ein Post-Shop zu finden.

## Philatelistische Würdigung
Eine Briefmarke, die das Postamt Bethel zeigt, erschien am 10. Oktober 1991. Die Wohlfahrtsmarke der Deutschen Bundespost erschien als Teil der Ausgabe Historische Posthäuser in Deutschland (Mi. Nr. 1563) mit dem Wert von 30+15 Pfennig. Der Entwurf stammt von der Grafikerin Karin Blume-Zander aus Haan. Die Auflage betrug 6.988.000 Stück.
Übrigens in unmittelbarer Nachbarschaft befindet sich die Briefmarkenstelle, deren Anfänge auf Friedrich von Bodelschwingh um das Jahr 1888 zurückgehen. Zum Jubiläum 100 Jahre Briefmarken für Bethel (BRD) brachte die Bundespost am 10. November 1988 eine Sondermarke (Mi. Nr. 1395) mit dem Wert von 60 Pfennig heraus. Der Entwurf stammt vom Grafikdesigner Erwin Poell. Die Auflage betrug 32.000.000 Stück.